# Diocèse de Luiza
Le diocèse de Luiza (en latin : Dioecesis Ludovicana) est un diocèse catholique de République démocratique du Congo suffragant de l'archidiocèse de Kananga. 

## Territoire
Le diocèse se situe dans la province du Kasaï-Occidental, et depuis le redécoupage de 2015, le Kasaï-Central. Son siège épiscopal se trouve dans la ville de Luiza. En 2022, le territoire est divisé en 26 paroisses.

## Histoire
Le diocèse est érigé le 26 septembre 1967 avec la bulle In Summo Pontificalis du pape Paul VI, à partir de territoire de l'actuel archidiocèse de Kananga.
Le 25 mars 2022, le diocèse perd une partie de son territoire au moment de la création du diocèse de Tshilomba.

## Chronologie des évêques
- Bernard Mels, C.I.C.M. (26 septembre 1967 - 3 octobre 1970), archevêque ad personam
- Godefroid Mukeng'a Kalond, C.I.C.M. (30 août 1971 - 3 mars 1997), nommé archevêque de Kananga
- Léonard Kasanda Lumembu, C.I.C.M. (3 avril 1998 - 3 janvier 2014)
- Félicien Mwanama Galumbulula (depuis le 3 janvier 2014)

## Statistiques
| année | baptisés  | population totale | pourcentage | prêtres (total) | prêtres séculiers | prêtres réguliers | catholiques par prêtre | diacres | religieux | religieuses | paroisses |
| ----- | --------- | ----------------- | ----------- | --------------- | ----------------- | ----------------- | ---------------------- | ------- | --------- | ----------- | --------- |
| 1969  | 120 000   | 270 000           | 44,4        | 31              | 4                 | 27                | 3 870                  |         | 33        | 29          | 9         |
| 1980  | 361 000   | 549 000           | 65,8        | 33              | 9                 | 24                | 10 939                 |         | 29        | 80          | 21        |
| 1990  | 505 457   | 895 000           | 56,5        | 55              | 35                | 20                | 9 190                  |         | 58        | 119         | 23        |
| 1996  | 590 626   | 999 834           | 59,1        | 76              | 58                | 18                | 7 771                  |         | 67        | 201         | 26        |
| 2001  | 840 266   | 1 500 000         | 56,0        | 83              | 68                | 15                | 10 123                 |         | 65        | 223         | 30        |
| 2002  | 847 766   | 1 500 000         | 56,5        | 77              | 65                | 12                | 11 009                 |         | 78        | 244         | 30        |
| 2003  | 847 850   | 1 500 000         | 56,5        | 71              | 61                | 10                | 11 941                 |         | 89        | 287         | 30        |
| 2013  | 1 799 000 | 2 586 000         | 69,6        | 88              | 78                | 10                | 20 443                 |         | 80        | 371         | 47        |
| 2016  | 1 639 660 | 2 385 988         | 68,7        | 94              | 85                | 9                 | 17 443                 |         | 77        | 388         | 45        |
| 2019  | 1 802 160 | 2 622 450         | 68,7        | 110             | 101               | 9                 | 16 383                 |         | 90        | 406         | 45        |
| 2021  | 1 752 965 | 2 696 870         | 65,0        | 111             | 103               | 8                 | 15 792                 |         | 55        | 454         | 53        |
| 2022  | 738 000   | 1 230 000         | 60,0        | 79              | 79                |                   | 9 341                  | 2       | 32        | 106         | 26        |